# Donald J. Trump Foundation
La Donald J. Trump Foundation è una fondazione privata con sede negli Stati Uniti, fondata nel 1988 col proposito iniziale di gestire i proventi del libro Trump: The Art of the Deal scritto da Donald Trump stesso con la collaborazione di Tony Schwartz, per scopi caritatevoli e umanitari. I fondi della fondazione pervengono in gran parte da altri donatori oltre a Trump, che personalmente non ha fatto donazioni caritatevoli a proprio nome dal 2008. Tra i principali donatori dal 2004 al 2014 vi sono stati anche Vince e Linda McMahon della WWE, che hanno donato cinque milioni di dollari per la fondazione dopo l'apparizione di Trump a WrestleMania nel 2007.
Nel 2009 la fondazione ha raccolto 926 750 dollari, distribuiti poi fra quaranta centri, tra cui l'Arnold Palmer Medical Center Foundation (100 000 dollari), il New York Presbyterian Hospital (125 000 dollari), la Police Athletic League (156 000 dollari) e la Clinton Foundation (100 000 dollari).
Nel 2016 il Washington Post ha incominciato a scrivere che il denaro della fondazione sarebbe potuto provenire da potenziali violazioni della legge dell'etica, come l'autofinanziamento e l'evasione fiscale. Il New York State Attorney General si è occupato subito di indagare sulla provenienza dei fondi "per assicurarsi che essi si attengano alle leggi che gestiscono la carità a New York". Un portavoce di Trump ha definito il caso "un'operazione faziosa". Alla fine delle indagini il 3 ottobre 2016 il New York Attorney General ha concluso che la Trump Foundation ha violato alcune leggi sulla beneficenza a New York e ha ordinato alla fondazione di cessare immediatamente la raccolta di fondi nello Stato.